# Аполлонский, Роман Борисович
Рома́н Бори́сович Аполло́нский (Апполо́нский) (1864, Милан — 18 августа 1928, Ленинград) — российский советский актёр театра и кино, театральный деятель. Заслуженный артист Императорских театров.

## Биография
Родился в Милане в театральной семье.
В четырёхлетнем возрасте был перевезён в Санкт-Петербург. В 1881 году окончил балетное отделение Петербургского Императорского Театрального училища, в том же году был принят в Александринский театр с обязательством продолжить обучение на курсах драматического искусства Н. И. Сведенцова (по другим сведениям, имея задатки оперного певца, по окончании училища поступил в Мариинский театр, но вскоре перешел в Александринский). Играл здесь до конца жизни, сыграл более 200 ролей. В молодости исполнял роли «первых любовников», однако свои лучшие образы создал, когда перешёл на характерные роли. В летние сезоны выступал в Одессе, Киеве, Харькове и других городах. Заслуженный артист Императорских театров. В 1898 году опубликовал сборник стихов.
Не признавал театральные принципы Мейерхольда, имел конфликт с режиссёром; в апреле 1914 года на актёрском собрании в театре заявил, что «влияние режиссёра-модерниста на театр также растлевающе, как Распутина на бывший царский двор». В канун революции стал отказываться от проходных ролей, увлёкся общественной деятельностью. Входил в состав комитета заслуженных артистов Александринского театра, выступал за предоставление театру большей автономии, в начале марта 1917 года в Государственной думе был принят М. В. Родзянко.
... Р. Б. Аполлонский с самого начала своей карьеры нёс в себе далеко не ординарное дарование.
В роли Сторицына он вызвал в Москве общий восторг. К. С. Станиславский, под сильным впечатлением его исполнения, пошёл к нему после спектакля за кулисы, чтобы выразить своё восхищение.
В 1918 году заведовал художественной частью Театра академической драмы, в 1919—1920 годах — член директории и управляющий Театром академической драмы, возглавлял режиссёрскую коллегию театра. Заслуженный артист Государственных театров (1919). Вёл курс в Школе русской драмы государственных петроградских театров, в 1919 году организовал собственную студию при Школе русской драмы. В 1922 году участвовал в берлинском турне театра. В начале 20-х годов дебютировал в немом кино. Выступал в спектаклях Государственного академического театра оперы и балета (1927). Любимой своей ролью считал роль Сторицина в пьесе Л. Н. Андреева «Профессор Сторицын».
Был религиозен, являлся старостой театральной церкви на Фонтанке. Занимался благотворительной деятельностью, в посёлке Вырица принимал участие в строительстве часовни, церкви-школы. Имя Аполлонского числится в документах жертвователей на благоустройство Вырицкой торговой школы заводчика А. Х. Ефремова и на дачный театр.  До революции в посёлке Вырица в честь Аполлонского и его супруги Стравинской были названы два пересекающихся проспекта, в доме на углу которых они проживали. 
Умер 18 августа 1928 года от астмы в Ленинграде. Похоронен монашеским чином на Новодевичьем кладбище.

### Семья
- отец (по одной из гипотез) — Энрико Тамберлик, итальянский тенор[24];
- мать — Евдокия Сергеевна Аполлонская (1835—1904), артистка балета[4][32];
- жена — Инна (Нина) Александровна Аполлонская–Стравинская (1875—1970), актриса, арестовывалась в 1929, 1932, 1937 годах, находилась в ссылке и заключении 16 лет[33][34][35];
  - сын — Никита Романович Аполлонский (Апполонский) (1911—1937), актёр, жертва политического террора в СССР[36].
  - дочь — Наталья Романовна Аполлонская (1907[2][36]—?), высылалась из Ленинграда[37].

## Избранные театральные роли
- 1883 — «Игроки» Н. В. Гоголя — Глов, сын
- 1884 — «Горе от ума» А. С. Грибоедова — Молчалин
- 1886 — «Тётенька» Н. Н. Николаева (Куликова) — Норков, адвокат
- 1887 — «Вторая молодость» П. М. Невежина — Виталий, сын Готовцева
- 1887 — «Гроза» А. Н. Островского — Борис, племянник Дикого
- 1887 — «Моцарт и Сальери» А. С. Пушкина — Моцарт
- 1887 — «Коварство и любовь» Ф. Шиллера — Фердинанд
- 1887 — «Василиса Мелентьева» А. Н. Островского — князь Репнин
- 1887 —«Укрощение строптивой» Уильяма Шекспира — Люченцио
- 1888 — «Правительница Софья» В. А. Александрова (Крылова) — Голицын, молодой стольник
- 1888 — «Свадьба Кречинского» А. В. Сухово-Кобылина — Нелькин
- 1888 — «Тартюф» Мольера — Валер, жених Марианны
- 1889 — «Женя» П. П. Гнедича — Кадмин
- 1889 — «Из мрака к свету» Д. В. Аверкиева — Гораций Гольмкрофт
- 1889 — «Последняя жертва» А. Н. Островского  — Дульчин
- 1890 — «Бешеные деньги» А. Н. Островского — Глумов
- 1890 — «Горе от ума» А. С. Грибоедова — Чацкий
- 1890 — «Доходное место» А. Н. Островского — Жадов
- 1890 — «Образцовая жена» А. Ф. Крюковского — Кудряшев
- 1891 — «Дети отцов своих» А. Ф. Федотова — князь Курбатов
- 1891 — «Похмелье» М. И. Чайковского — князь Патрикеев
- 1891 — «Русалка» А. С. Пушкина — Князь
- 1891 — «Чародейка» И. В. Шпажинского — княжич Юрий
- 1892 — «Бригадир» Д. И. Фонвизина — Добролюбов
- 1892 — «День в Петербурге» М. И. Чайковского — барон Фондергаузен
- 1892 — «Общество поощрения скуки» В. А. Александрова (Крылова) — граф Буханов
- 1893 — «Коварство и любовь» Ф. Шиллера — Фердинанд
- 1893 — «Сети Фенизы» Лопе де Вега — Дон Альбано
- 1894 — «Дворянское гнездо» И. С. Тургенева — Паншин
- 1895 — «Боярин Нечай-Ногаев» А. В. Арсеньева — Опочинин
- 1895 — «Майорша» И. В. Шпажинского — Волжин
- 1895 — «Термидор» В. Сарду — Марсиал Гюгон
- 1896 — «Бесчестные» Д. Роветты — Карл Моретти
- 1896 — «Бой бабочек» Г. Зудермана — Макс, сын Винкельмана
- 1896 — «Гибель Содома» Г. Зудермана — Вилли, художник
- 1896 — «Димитрий Самозванец» Н. А. Чаева — Димитрий Самозванец
- 1897 — «Ревизор» Н. В. Гоголя — Хлестаков
- 1897 — «Севильский цирюльник» П. Бомарше — граф Альмавива
- 1897 — «Гернани» («Эрнани») В. Гюго — Гернани
- 1897 — «Иванов» А. П. Чехова — Львов, земский врач
- 1897 — «Смерть Иоанна Грозного» А. К. Толстого — Годунов
- 1898 — «Царь Борис» А. К. Толстого — Христиан, герцог Латский
- 1898 — «Ябеда» В. В. Капниста — Прямиков
- 1899 — «Дикарка» А. Н. Островского и Н. Я. Соловьёва — Мальков, помещик
- 1899 — «Каменный гость» (сцена «Памятник командора») А. С. Пушкина — Дон Жуан
- 1899 — «Идиот» — В. А. Александрова (Крылова) и С. Г. Сутугина (по роману Ф. М. Достоевского) — князь Мышкин
- 1900 — «Гамлет» («Трагедия о Гамлете, принце Датском») Уильяма Шекспира — Гамлет
- 1900 — «Нора» Г. Ибсена — Гельмер, адвокат
- 1901 — «Симфония» М. И. Чайковского — Ладогин
- 1901 — «Таланты и поклонники» А. Н. Островского — Великатов, помещик
- 1902 — «Воспитатель Флаксман» О. Эрнста — Флемминг, учитель
- 1902 — «Фауст» Иоганна Гёте — Фауст
- 1903 — «Дело» («Отжитое время») А. В. Сухово-Кобылина — Тарелкин,  коллежский советник
- 1903 — «На всякого мудреца довольно простоты» А. Н. Островского — Глумов
- 1904 — «Горячее сердце» А. Н. Островского — Наркис, приказчик Курослепова
- 1904 — «Жанина» А. Гинона — маркиз Шерансэ
- 1905 — «Скупой рыцарь» А. С. Пушкина — Альбер, сын барона'
- 1905 —  «Невод» А. И. Южина — Гусляков
- 1907 — «Один из честных» Р. Бракко — Альберто
- 1907 — «Ришелье» Э. Бульвер-Литтона — граф де Мопра
- 1908 — «Бедность не порок» А. Н. Островского — Митя
- 1908 — «Поздняя любовь» А. Н. Островского — Шаблов
- 1909 — «Лакейская» Н. В. Гоголя — Григорий, лакей
- 1909 — «Тихая пристань» С. П. Зубова — Парчинин, художник
- 1910 — «Три сестры» А. П. Чехова — Вершинин
- 1911 — «Живой труп» Л. Н. Толстого — Протасов
- 1911 — «Жулик» И. Н. Потапенко — Громбицкий
- 1912 — «Профессор Сторицын» Л. Н. Андреева — Сторицын
- 1913 — «Козьма Захарьич Минин, Сухорук» А. Н. Островского — Поспелов
- 1914 — «Король, закон и свобода» Л. Н. Андреева — Грелье, писатель
- 1915 — «Тот, кто получает пощёчины» Л. Н. Андреева — Тот, клоун в цирке
- 1916 — «Ночной туман» А. И. Южина — Острогин
- 1919 — «Соломенная шляпка» Э. Лабиша — Ахилл Розальба
- 1919 — «Усмирение строптивой» Уильяма Шекспира — Петруччио
- 1921 — «Царь Фёдор Иоаннович» А. К. Толстого — Годунов, правитель царства
- 1922 — «Тартюф» Мольера — Тартюф
- 1923 — «Канцлер и слесарь» А. В. Луначарского — Кеппен
- 1924 — «Привидения» Г. Ибсена — пастор Мандерс
- 1926 — «Иван Каляев» И. Д. Калугина и В. В. Беренштама — Лопухин
- 1926 — «Пугачёвщина» К. А. Тренёва — граф Панин
- 1926 — «Георгий Гапон» Н. Н. Шаповаленко — Плеве
- 1928 — «Плоды просвещения» Л. Н. Толстого — старый повар

## Фильмография
- 1922 — Нет счастья на земле — Роман Борисович Оболенский
- 1923 — За власть Советов — философ Платон

## Награды
- орден Святого Станислава III степени (28 марта 1904)[38]